# Josefa Martín Luengo
Josefa Martín Luengo (Salamanca, 19 de septiembre de 1944-Salamanca, 1 de julio de 2009) fue una educadora libertaria española, también conocida como Pepita.

## Biografía
Josefa Martín Luengo nació el 19 de septiembre de 1944 en Salamanca, Castilla y León, ciudad en la que estudia Magisterio y posteriormente la carrera de Psicología y Pedagogía, licenciándose por la Universidad de Salamanca en 1972 murió el 1 de julio de 2009 a la edad de 65 años a consecuencia de cáncer, en el Hospital Universitario de Salamanca, Castilla y León.
Inició su actividad educadora en Fregenal de la Sierra (Badajoz) dirigiendo la escuela hogar Nertóbriga, tratando que el alumnado tuviese una educación integral, donde la formación de la persona y la adquisición de valores fuesen las pautas, cosa que a su entender hizo que "las fuerzas vivas" de la zona exigiesen su cese inmediato. Este caso llegó a plantearse en el Congreso de los Diputados, en una interpelación al gobierno de Suárez por un diputado socialista. Poco después, en enero de 1978, en compañía de las pedagogas Concha Castaño Casaseca y M.ª Jesús Checa Simó decidieron fundar una escuela en la localidad pacense de Mérida para promover la pedagogía libertaria: la Escuela Libre Paideia.
También fue una activa militante feminista, miembro del colectivo Mujeres por la Anarquía, formado por mujeres pertenecientes a la Escuela Paideia. Es autora, además, de innumerables artículos sobre educación, anarquismo y feminismo.
Plantea que la Educación Libertaria debe ser absolutamente independiente del Estado, pues el estado buscará a
través de sus escuelas continuar cuidando sus intereses en cuanto a la formación de la ciudadanía útiles para la sociedad, usando a la escuela como medio de control social.

## Obras
- Fregenal de la Sierra, una experiencia de Escuela en libertad (Campo Abierto Ediciones, 1978)
- Desde nuestra Escuela (Ediciones Madre Tierra, 1990)
- Intento de educación antiautoritaria y psicomotriz
- La escuela de la anarquía (Ediciones Madre Tierra, 1993)
- Paideia, 25 años de Educación Libertaria. Manual Teórico-Práctico (Villakañeras Ediciones, 2006)
- Olmeda, Alfredo (2024) Josefa Martín Luengo y la pedagogía libertaria.